# Judíos bereberes
Los judíos bereberes  (en bereber: Udayen imazighen o Imazighen udayen) son las comunidades judías del Magreb que históricamente hablaron lenguas bereberes y/o son de origen bereber. Entre 1950 y 1970, la mayoría de ellos emigraron a Francia, Estados Unidos o Israel.

## Historia

### Antigüedad
Los judíos se han establecido en el África del Norte de África desde la época romana, y una comunidad judía existía en la provincia romana de África, que es la actual Túnez. El término Ifriqiya se refería a la región que hoy conocemos como Túnez. La aceptación del judaísmo por parte de los bereberes como religión y su adopción por parte de varias tribus puede haber tenido lugar a lo largo del tiempo. El historiador francés Eugène Albertini fecha la judaización de ciertas tribus bereberes y su expansión desde Tripolitania hasta los oasis del Sáhara a finales del siglo I. Marcel Simon, por su parte, ve el primer punto de contacto entre los bereberes de Occidente y el judaísmo en la primera guerra judeo-romana. Los historiadores creen, a partir de los escritos de Ibn Jaldún y otros testimonios, que algunas de las antiguas tribus judías bereberes adoptaron más tarde el cristianismo y luego el Islam, y no se sabe si formaban parte de los ancestros judíos contemporáneos de habla bereber.

### Período musulmán
Además de las antiguas colonias judías en las montañas del Atlas y en las tierras bereberes del interior de Marruecos, la intensa persecución periódica de los bereberes musulmanes almohades probablemente incrementó la presencia judía allí. Esta hipótesis se ve reforzada por los pogromos ocurridos en Fez, Mequinez y Taza a finales del siglo XV, que habrían traído otra oleada de judíos, incluyendo familias de origen judío español como los Peretz, y esta oleada habría llegado incluso al Sáhara, con Figuig y Er-Rachidía.
Según el historiador árabe Ibn Jaldún, la jefa militar bereber, Dihia, conocido como Kahina, y su tribu de origen, los deyrawa, eran bereberes de fe judía. Sin embargo, otras fuentes afirman que era pagana o cristiana. Se dice que habría sublevado a los bereberes en Aurés, en las estribaciones orientales de las montañas del Atlas, en la actual Argelia, con el fin de montar una última, aunque infructuosa, resistencia al general omeya Hassan ibn an-Numan.

### Después de la guerra árabe-israelí
Después de la guerra árabe-israelí de 1948, las tensiones entre las comunidades judías y musulmanas indígenas se intensificaron. Judíos del Magreb fueron forzados a irse debido al aumento de las tensiones. Hoy en día, la comunidad judía bereber indígena apenas existe en Marruecos. La población judía marroquí es de unas 8000 personas, la mayoría de las cuales residen en Casablanca, algunas de las cuales pueden ser todavía bereberes.

## Orígenes
En lo concerniente a su origen, algunos creen que la mayoría son bereberes (y por lo tanto nativos) convertidos al judaísmo tras el contacto con los primeros judíos que llegaron al norte de África, mientras que otros creen que la mayoría son de origen judío.
En el pasado, habría sido muy difícil saber si estos clanes judíos bereberes eran básicamente de origen judío y se habían asimilado a los bereberes a través del idioma y de ciertos hábitos culturales, o si eran bereberes indígenas que, a lo largo de los siglos, se habían convertido en judíos por conversión, por contacto con migrantes judíos. La segunda teoría se elaboró principalmente en la primera mitad del siglo XX, como parte de la búsqueda de las autoridades coloniales francesas para descubrir y poner de relieve las costumbres preislámicas entre la población bereber-musulmana, ya que esas costumbres y modos de vida se consideraban más sensibles y asimilables al modo de vida francés, lo que legitimaba la política de que los bereberes se regirían por su propio derecho "consuetudinario" en lugar de por la ley islámica (Sharia).
Según la tesis de Nahum Slouschz, los judíos del norte de África son descendientes de tribus bereberes que se convirtieron al judaísmo en la Antigüedad. Paul Monceaux también afirma: «Con la llegada de los árabes, muchas tribus bereberes estaban más o menos judaizadas, especialmente en Tripolitania, Aurés y los ksars del Sáhara». El rabino jefe Maurice Eisenbeth retoma en gran medida la hipótesis de los bereberes judaizados; le siguen muchos autores más recientes: André Chouraqui, Henri Chemouilli, etc.
En el sentido opuesto, H.Z. Hirschberg guarda muchas reservas con esta tesis y considera que los bereberes judíos constituyen solo una fracción muy pequeña de los judíos del norte de África. Estudiando sistemáticamente las tradiciones antiguas, llega a la conclusión de que hay poca evidencia que apoye la tesis de los bereberes judíos. Según él, la mayoría de las comunidades se formaron mucho más tarde, gracias a la llegada de comerciantes judíos al interior del país. Aunque no descarta la posibilidad de que hayan existido bereberes judíos, Hirschberg es escéptico sobre la importancia de este fenómeno.
En un estudio reciente basado en importantes datos lingüísticos y etnográficos, Paul Wexler, profesor de la Universidad de Tel Aviv, reexaminó esta cuestión, concluyendo que la gran mayoría de los judíos sefardíes son descendientes de norteafricanos que se convirtieron al judaísmo y se asentaron en España. Si la hipótesis de Wexler fuera correcta, se deduce que la mayoría de los judíos del norte de África (tanto tochavim como megorachim) serían descendientes de bereberes convertidos.
Otros investigadores como André Goldenberg y Simon Lévy también han favorecido esta hipótesis.
Franz Boas escribió en 1923 que una comparación de los judíos del norte de África con los de Europa occidental y Rusia muestra muy claramente que en cada caso tenemos una marcada asimilación entre los judíos y los pueblos entre los que viven y que los judíos del norte de África son, en rasgos esenciales, norteafricanos.
Haim Hirshberg, un importante historiador de la comunidad judía del norte de África, ha desafiado la teoría de la judaización masiva de los bereberes en un artículo titulado Le problème des Berbères judaïsés  (El problema de los bereberes judaizados). Uno de los puntos planteados por Hirshberg en su artículo fue que Ibn Jaldún, la fuente de la teoría de los bereberes judíos, escribió solo que pocas tribus «podrían» haber sido judaizadas en la Antigüedad y afirmó que en la época romana las mismas tribus fueron cristianizadas.
Desde 1990 se han realizado varios estudios genéticos de poblaciones judías. Uno de esos estudios de los haplogrupos E y J del cromosoma Y, transmitido de padre a padre, mostró que el 30% de los judíos sefardíes eran portadores del haplogrupo africano E3b (5% E3b2 (M81) considerado específicamente bereber).
Un estudio sobre el ADN mitocondrial (transmitido de madre a hijo) pone en duda la teoría de una judaización masiva de la población bereber. El estudio de Behar y otros, que analizaron pequeñas muestras de judíos norteafricanos (83 en Libia, 149 en Marruecos, 37 en Túnez), indica que los judíos norteafricanos carecen de los haplogrupos Hg M1 y U6, que son típicos de África del Norte. Así, según los autores, la ausencia de cromosomas U6 y M1 en los norteafricanos hace improbable que haya una mezcla significativa de las poblaciones locales árabes y bereberes con los judíos.
Estudios posteriores que utilizaron tamaños de muestra más grandes mostró que el haplogrupos M1 y U6 son, en realidad, encontrado en raras ocasiones entre judíos del norte de África. Por ejemplo, una muestra genética recogida por Luisa Pereira et al. por su artículo de 2010 es llamado una "persona de ascendencia judía" de Tunéz que pertenece al haplogrupo U6a7 y el mismo estudio encontró el haplogrupo U6a1 en dos judías de Marruecos. El haplogrupo M1a1 se encuentra entre las judías marroquíes. Aún no está claro si sus antepasados eran conversos bereberes o si eran españoles u otros.